# Sin (WCW)
WCW Sin è stato un pay-per-view della World Championship Wrestling, in sostituzione dell'evento Souled Out. Ne andò in onda una sola edizione, datata 14 gennaio 2001, che si tenne al Bankers Life Fieldhouse di Indianapolis.

## L'incidente di Sid Eudy
L'evento è noto soprattutto per il famigerato incidente che occorse a Sid Eudy durante il match contro Jeff Jarrett e Scott Steiner per il titolo WCW World Heavyweight Championship. Vicious, nel tentare una manovra aerea dal paletto, scivolò ed atterrò malamente sul ring fratturandosi gravemente una gamba in diretta televisiva.

## Risultati
| N. | Risultati | Stipulazione                                                                 | Durata |
| -- | --- | ---------------------------------------------------------------------------- | ------ |
| 1  | Chavo Guerrero jr. (c) sconfigge Shane Helms | Single match per il WCW Cruiserweight Championship                           | 11:14  |
| 2  | Reno sconfigge Big Vito | Single match                                                                 | 08:41  |
| 3  | The Jung Dragons (Yun Yang & Kaz Hayashi) (con Leia Meow) sconfiggono Evan Karagias & Jamie Knoble                                                          | Tag team match                                                               | 09:21  |
| 4  | Ernest "The Cat" Miller (con Miss Jones) sconfigge Mike Sanders                                                                                             | Single match per il WCW Commissionership e per avere Miss Jones come manager | 05:44  |
| 5  | Team Canada (Lance Storm, Mike Awesome & Elix Skipper) (con Major Gunns) sconfiggono Filthy Animals (Konnan, Rey Mysterio jr. & Billy Kidman) (con Tygress) | Penalty Box match (con Jim Duggan come arbitro speciale)                     | 13:07  |
| 6  | Meng sconfigge Terry Funk (c) e Crowbar (con Daffney) | Triple threat match per il WCW Hardcore Championship                         | 11:41  |
| 7  | The Natural Born Thrillers (Sean O'Haire & Chuck Palumbo) (con Mike Sanders) sconfiggono The Insiders (Kevin Nash & Diamond Dallas Page) (c)                | Tag team match per il WCW World Tag Team Championship                        | 11:16  |
| 8  | Shane Douglas sconfigge General E. Rection (c) | First Blood Chain match per il WCW United States Heavyweight Championship    | 11:36  |
| 9  | Totally Buffed (Lex Luger & Buff Bagwell) sconfiggono Goldberg & DeWayne Bruce                                                                              | No Disqualification match                                                    | 11:53  |
| 10 | Scott Steiner (c) sconfigge Jeff Jarrett, Sid Vicious e Animal                                                                                              | Four Corners match per il WCW World Heavyweight Championship                 | 27:33  |